# Pulp & Paper Workers Union – Kawerau
Die Pulp & Paper Workers Union – Kawerau (PPWU) ist eine Gewerkschaft für Beschäftigte der Papier- und Zellstoffherstellung in Kawerau, Neuseeland.

## Geschichte
Die Gewerkschaft wurde im Oktober 2016 gegründet und am 3. Oktober im Register des New Zealand Companies Office offiziell eingetragen.

## Gewerkschaft
Die Arbeitnehmervertretung wurde in Kawerau gegründet und ist nicht nur auf den Kawerau District, der als das Zentrum der Papier- und Zellstoffherstellung in Neuseeland gilt, beschränkt. Die Gewerkschaft, die landesweit Stand 1. März 2024 366 Mitglieder zählte, verfügt über keinen eigenen Webauftritt, hat sich aber der Gewerkschaftsdachorganisation New Zealand Council of Trade Unions Te Kauae Kaimahi angeschlossen.
In Erscheinung ist die Pulp & Paper Workers Union – Kawerau zuletzt durch eine Tarif-Auseinandersetzung mit der schwedischen Firma Essity, die in Kawerau produziert. Da die Firma nicht bereit war einen Inflationsausgleich von 7,3 % für die gestiegenen Verbraucherpreise für 2022 auszugleichen und den Beschäftigten lediglich 3 % und 1500 NZ$ pro Jahr für die folgenden drei Jahre bereit war zu zahlen, war der Tarifkonflikt unausweichlich. Im Zuge dieser Auseinandersetzung sperrte die Firma Essity 145 Beschäftigte aus. Nach einer Aussperrung von 5 Wochen und einem verbesserten Angebot der Firma auf Basis der Empfehlung der Employment Relations Authority, akzeptieren die Gewerkschaftsmitglieder schließlich das Angebot von 5 % Lohnerhöhung im laufenden Jahr und 4,5 % im Jahr 2023 sowie 4 % in 2024, mit zusätzlichen Pauschalbeträgen in den ersten beiden Jahren. Der Tarifstreit bekam landesweit Bedeutung, da durch den Produktionsausfall eine Verknappung an Toilettenpapier in Neuseeland von der Gewerkschaft prognostiziert wurde.